# Pachomius sextus
Pachomius sextus är en spindelart som beskrevs av Galiano 1994. Pachomius sextus ingår i släktet Pachomius och familjen hoppspindlar. Inga underarter finns listade i Catalogue of Life.